# Велика Вилівка
Велика Вилівка — річка в Зміївській міській громаді Чугуївського району Харківської області України, права притока річки Мжа. 
Починається в селі Гришківка, тече переважно на північний схід через село Вилівка і впадає у Мож на східній околиці села Соколове. Довжина - приблизно 9 км. На річці знаходиться близько 10 ставків, перегороджених дамбами.
В історичних джерелах річка називається Вилів Яр, а Вилівка вказується як його ліва притока.